# Alfredo Quaresma
Pour les articles homonymes, voir Quaresma.
Alfredo Quaresma, de son nom complet Alfredo Perrulas Quaresma, est un footballeur portugais né le 16 juillet 1944 à Lisbonne et mort le 30 mars 2007. Il évoluait aux postes de défenseur central et de milieu.

## Biographie

### En club
Grand joueur du CF Belenenses, il évolue presque toute sa carrière dans le club, de la formation au capitanat,,.
Il dispute 323 matchs pour 19 buts marqués en première division portugaise durant 13 saisons,.

### En équipe nationale
International portugais, il reçoit trois sélections en équipe du Portugal en 1973, pour un but marqué.
Son premier match est disputé le 3 mars en amical contre la France (victoire 2-1 à Paris).
Ses deux derniers matchs ont lieu dans le cadre des qualifications pour la Coupe du monde 1974. Le 2 mai, il joue contre la Bulgarie (défaite 1-2 à Sofia). Il marque un but lors de son dernier match en sélection le 13 octobre contre la même équipe (match nul 2-2 à Lisbonne).

### Vie personnelle
Il est l'un des grands-oncles de Ricardo Quaresma aussi international portugais.